# رجل الانقلابات (مسلسل)
رجل الانقلابات مسلسل كوميدي سوري. أُنتج عام 2007 من تأليف محمود الجعفوري، وإخراج سامي الجنادي.

## قصة العمل
يتناول المسلسل مرحلة سياسية اجتماعية من تاريخ سوريا في خمسينات القرن الماضي ويعالجها ضمن إطار كوميدي ساخر، وتدور معظم احداثه في بلدة سورية نائية وكيف تعايش سكانها مع ثلاثة انقلابات متتالية حدثت في في تلك الأثناء.

## طاقم العمل
- أيمن زيدان
- ناجي جبر
- أندريه سكاف
- دينا هارون
- شادي زيدان
- محمد حداقي
- قمر خلف
- فادي صبيح
- علاء قاسم
- ميرنا شلفون
- مهند قطيش
- وائل زيدان
- محمود خليلي
- رنا العظم
- جمال العلي
- جوزيف ناشف
- خليل حداد
- عبد الرحمن قويدر
- لورا أبو أسعد
- أحمد الزين
- حسام تحسين بيك
- حسن دكاك
- جرجس جبارة
- محمد خاوندي
- أمانة والي
- محمد آل رشي